# Ronald Perelman
Ronald Owen Perelman, född 1 januari 1943 i Greensboro, North Carolina, är en amerikansk entreprenör och filantrop som äger holdingbolaget MacAndrews & Forbes, som i sin tur äger bland annat kosmetikaföretaget Revlon. Han har tidigare ägt 80% av bankkoncernen Golden State Bancorp, den såldes 2002 till Citigroup för $5,8 miljarder
Den amerikanska ekonomitidskriften Forbes rankar Perelman till att vara världens 165:e rikaste med en förmögenhet på $9,1 miljarder för den 26 maj 2019.
Han avlade en kandidatexamen i nationalekonomi vid University of Pennsylvania och en master of business administration vid Wharton School.
Mellan 2000 och 2006 var han gift med den amerikanska skådespelaren Ellen Barkin. Han äger superyachten C2.